# Otmar Groh
Otmar Groh (* 31. März 1933; † 4. August 2014) war ein deutscher Fußballtorhüter, der zwischen 1956 und 1963 für Viktoria Aschaffenburg und Kickers Offenbach in der Oberliga Süd 195 Spiele absolviert hat.

## Laufbahn

### Amateur und Aschaffenburg, bis 1960
Der aus dem südhessischen Rödermark stammende Groh spielte zunächst für die Amateurliga-Vereine Germania Ober-Roden (bis 1953) und Viktoria Urberach (1953–56). Seine Leistungen führten ihn in die hessische Verbandsauswahl, mit der er 1956 den DFB-Länderpokal mit 3:1 gegen den Niederrhein gewann. Mit 23 Jahren schloss er sich zur Saison 1956/57 Viktoria Aschaffenburg an und vollzog damit den Sprung in die Oberliga Süd, der seinerzeit höchsten Spielklasse in Deutschland. Groh debütierte am 19. August 1956 bei einem Heimspiel im Stadion am Schönbusch gegen Eintracht Frankfurt, was mit 1:3 verloren wurde, in der Oberliga Süd. Die weiß-blauen Mainfranken belegten am Rundenende den achten Rang und der neue Torhüter hatte alle 30 Ligaspiele unter Trainer Hans Tauchert und an der Seite der Vereinslegende Heinz Budion absolviert. In den vier Runden von 1956/57 bis 1959/60 fehlte der Torhüter nur in einem Ligaspiel; er bestritt für Aschaffenburg in dieser Zeit 119 Rundenspiele. Durch sein sicheres Auftreten im Tor der Aschaffenburger galt Groh bald als einer der besten Torhüter Süddeutschlands. Dies wird auch durch die Aufnahme in die Kicker-Rangliste dokumentiert, wo er erstmals im Gesamtjahr 1958 unter der Rubrik „Im weiteren Kreis der Nationalmannschaft“ neben Heinz Kubsch und Fritz Ewert notiert wurde. In seiner Aschaffenburger Zeit wurde er auch dreimal in den vorläufigen DFB-Kader vor den Länderspielen am 21. Dezember 1958 in Augsburg gegen Bulgarien, am 8. November 1959 in Budapest gegen Ungarn und am 20. Dezember 1959 in Hannover gegen Jugoslawien von Bundestrainer Sepp Herberger berufen. Er stand im Tor der Südauswahl am 18. November 1959 in Saarbrücken beim Spiel gegen den Südwesten, am 19. März 1960 in Frankfurt beim Spiel von Süddeutschland gegen Westdeutschland sowie am 26. April 1960 in Karlsruhe beim Spiel von Süddeutschland gegen eine DFB-Auswahl.

### Offenbach, 1960 bis 1964
Nachdem die Viktoria 1960 punktgleich mit Ulm 1846 aus der Oberliga abgestiegen war, wechselte Groh zu Kickers Offenbach. Der OFC zählte zu diesem Zeitpunkt zu den deutschen Spitzenmannschaften und hatte 1960 unter gerade zum zweiten Mal das Endspiel zur deutschen Fußballmeisterschaft erreicht. Groh trat dort die Nachfolge von Walter Zimmermann an und war in den nächsten vier Spielzeiten sicherer Rückhalt der Mannschaft vom Bieberer Berg, die allerdings nicht mehr an die ganz großen Erfolge der 1950er Jahre anknüpfen konnte. Der Neuzugang aus Aschaffenburg debütierte beim OFC in der Oberliga am 14. August 1960 bei einem 3:3-Remis bei Jahn Regensburg. Die Elf vom Stadion am Bieberer Berg belegte 1961 und 1962 jeweils den vierten Rang. Die Krönung von Grohs Karriere wäre sicherlich die Bundesliga gewesen, doch die Offenbacher verpassten die Qualifikation zur 1963 neu eingeführten Spielklasse knapp. So endete Grohs Karriere als Vertragsspieler nach der Saison 1963/64 in der zweitklassigen Regionalliga Süd, in der die Kickers unter Trainer Hans Merkle und dem Neuzugang Sigfried Held als Tabellendritter die Aufstiegsrunde zur Bundesliga knapp verfehlten. Sein letztes Regionalligaspiel bestritt Groh am 12. Januar 1964 bei einer 4:5-Auswärtsniederlage gegen ESV Ingolstadt.
Groh absolvierte insgesamt 195 Oberligaspiele, davon 119 für Aschaffenburg und 76 für Offenbach, sowie 22 Regionalligaspiele für den OFC.
Nach seiner aktiven Laufbahn war Groh als Trainer in seiner Heimatregion tätig. Mit der Spvgg. 03 Neu-Isenburg erreichte er 1967 das Halbfinale der Deutschen Amateurmeisterschaft. Auch beim FV 06 Sprendlingen übte er das Traineramt aus. Er lebte zuletzt in Weiskirchen, wo er auch 2014 beigesetzt wurde.